# La vestal de Occidente

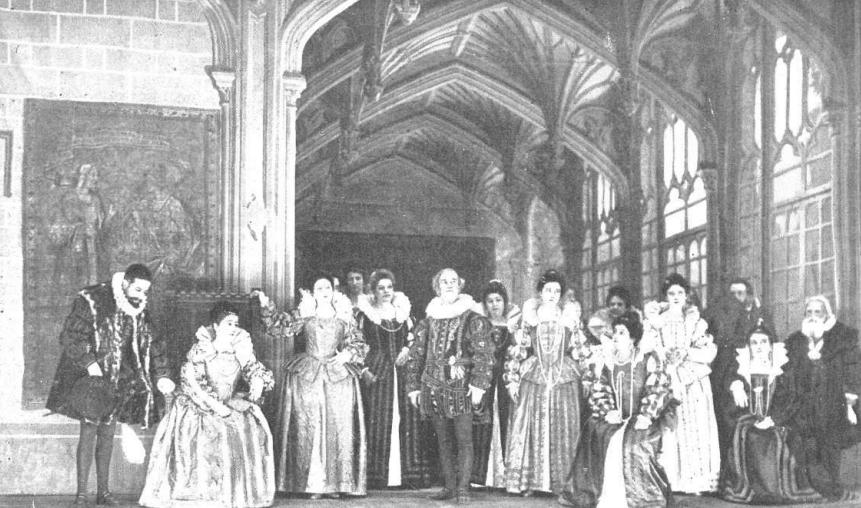
Escena del estreno

La vestal de Occidente es una obra de teatro de Jacinto Benavente en cuatro actos, estrenada en 1919.

## Argumento
La obra recrea el reinado de Isabel I de Inglaterra y sus tormentosas relaciones con Robert Devereux, II conde de Essex.

## Estreno
- Teatro de la Princesa, Madrid, 30 de marzo de 1919
  - Intérpretes: María Guerrero (Isabel I), Fernando Díaz de Mendoza (Conde de Essex), Emilio Valenti, María Fernanda Ladrón de Guevara, Elena Salvador, Ricardo Vargas, José Santiago, Carlos Díaz de Mendoza y Guerrero, Alfredo Cirera.

## Otras representaciones
- Sala La Carbonera, Madrid, 1967
  - Dirección: José Franco.
  - Intérpretes: Tota Alba, María Rus, Julia López Moreno, M.ª Jesús Aguirre, Francisco Cecilio, Joaquín Embid, Fernando Franquelo.